# Thomas Amory
Thomas Amory (1691 – 25 novembre 1788) è stato uno scrittore irlandese.
Fu teologo, filologo, medico, archeologo, geologo e storico delle religioni. Le sue due opere principali, Memoirs containing the lives of several ladies of Great Britain (1755) e The life of John Buncle (1766) sono lo specchio dei suoi moltissimi interessi.